# Diedrich Knickerbocker
Diedrich Knickerbocker è un personaggio immaginario ideato dallo scrittore statunitense Washington Irving. Nella finzione letteraria Knickerbocker è uno storico olandese-americano, studioso delle origini olandesi di New York e delle usanze dei discendenti degli antichi coloni. Grazie al successo dell'opera di Irving la parola knickerbocker passò nell'uso comune per riferirsi alle persone che vivono a Manhattan, e venne adottata nella forma abbreviata Knicks dalla squadra di basket professionistica NBA della città.

## Storia
Nel 1809 Washington Irving scrisse la sua prima opera, A History of New-York from the Beginning of the World to the End of the Dutch Dynasty, pseudostoria satirica della colonia olandese di Nuova Amsterdam. Per promuovere il libro, Irving finse che fosse opera di un gentiluomo olandese, Diedrich Knickerbocker. Poche settimane prima della pubblicazione Irving contattò vari giornali di New York, denunciando la misteriosa scomparsa di Knickerbocker, che avrebbe abbandonato nella sua stanza d'albergo un prezioso manoscritto sulla storia di New York. A confermare la notizia il libro usciva pochi giorni dopo, con una premessa sull'autore scritta dal proprietario dell'albergo in cui avrebbe alloggiato Knickerbocker; con la spiegazione che veniva pubblicata per soddisfare alcuni debiti lasciati dal suo cliente.
La trovata ebbe successo e molti credettero veramente all'esistenza di Diedrich Knickerbocker. Alcuni funzionari della città di New York si preoccuparono a tal punto per la scomparsa dello storico da offrire una ricompensa per chi lo riportasse in vita sano e salvo. Irving alla fine rivelò l'inganno, ma la storia aveva suscitato tanto interesse nel pubblico che l'opera ebbe un successo immediato, lanciando la carriera letteraria dello scrittore newyorchese. Irving attribuì a Knickerbocker anche i due suoi racconti più noti, Rip Van Winkle e La leggenda di Sleepy Hollow.

## Influenza

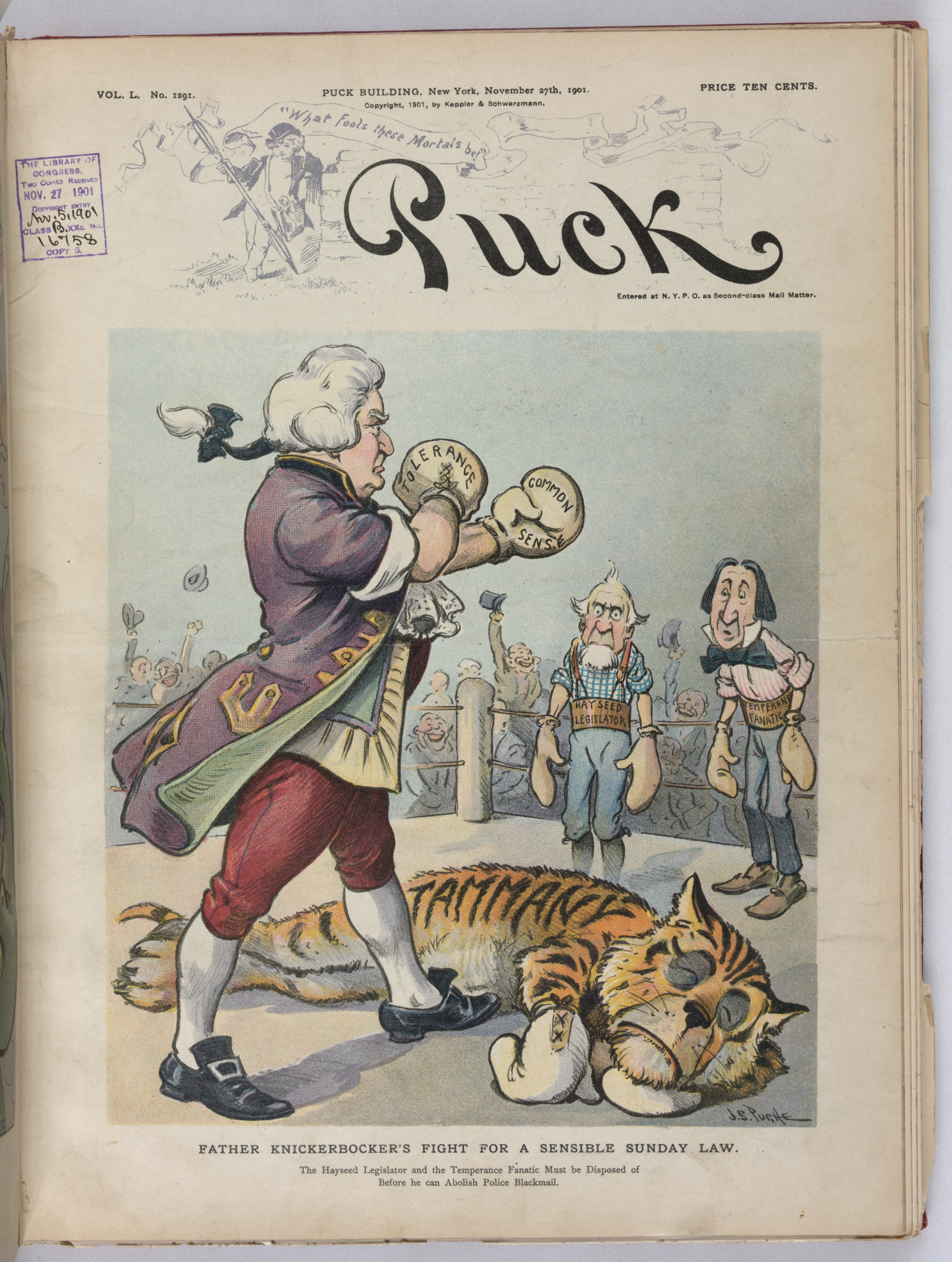
Father Knickerbocker Padre Knickerbocker mette K.O. la Tammany Tiger in un'illustrazione della rivista satirica Puck, 1901.

Nel XIX secolo il circolo letterario newyorchese Knickerbocker Group prese il nome dal personaggio. Il circolo pubblicava anche una rivista, The Knickerbocker (1833–1865). Nel primo e nel secondo numero della rivista vennero pubblicate false interviste a Knickerbocker.
Il nome "knickerbocker" divenne un nomignolo per le persone che risiedono a Manhattan. Anche la squadra di basket di New York, i New York Knickerbockers (più comunemente noti come Knicks) prendono il nome dal personaggio.
"Father Knickerbocker" divenne la personificazione di New York City in varie riviste illustrate dei primi del novecento, come il Daily Graphic e Puck. Father Knickerbocker fu utilizzato anche sul logo della società elettrica Con Edison fino al 1968.